# آرمن ملیکیان
آرمن ملیکیان (ارمنی: Արմեն Մելիքյան؛ انگلیسی: Armen Melikyan؛ زادهٔ ۸ نوامبر ۱۹۹۶) یک کشتی‌گیر اهل ارمنستان در رشته کشتی فرنگی است که در المپیک ۲۰۲۰ توکیو به رقابت پرداخت.